# École hôtelière de Lausanne

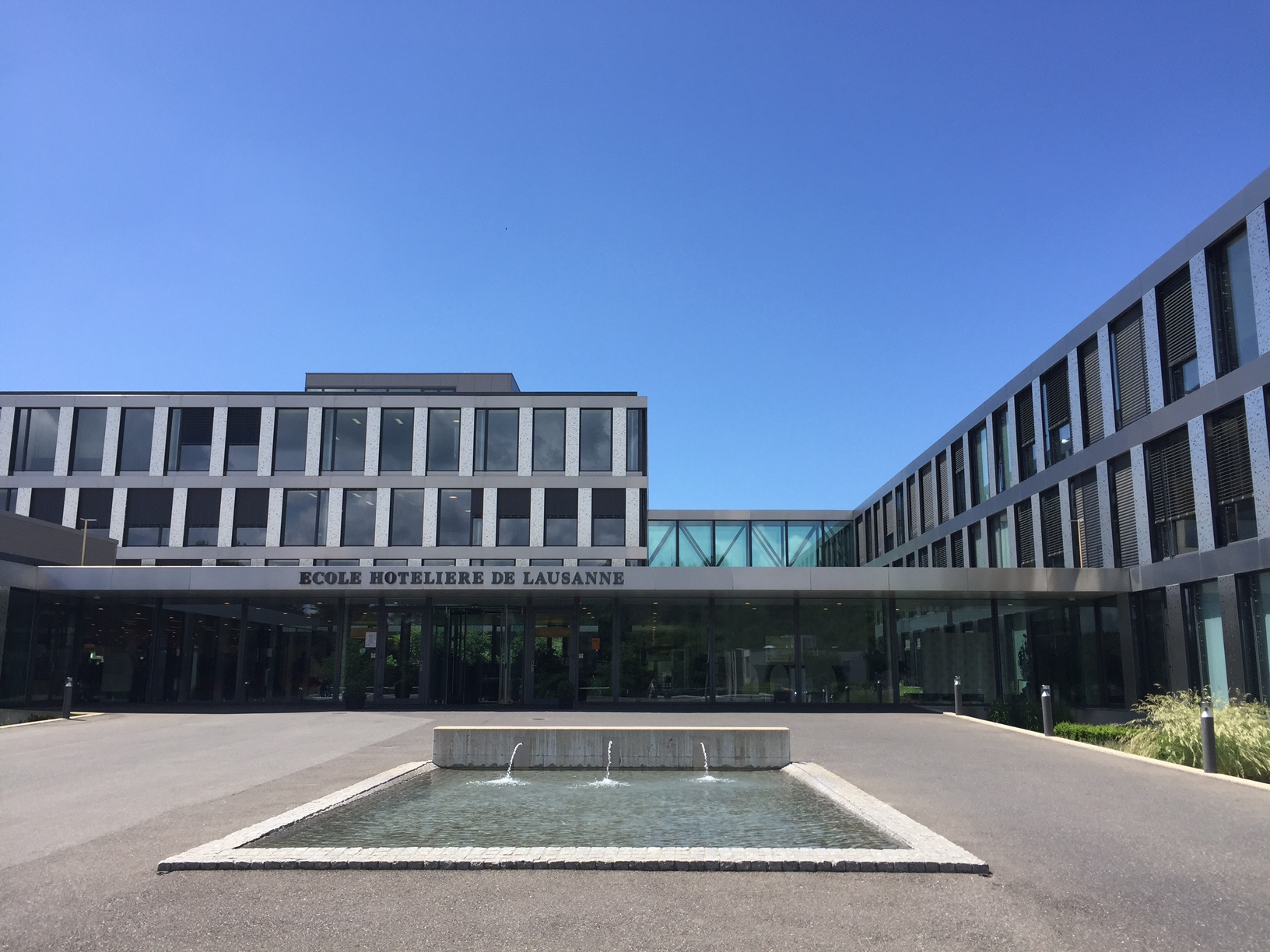
Entrée principale

Pour les articles homonymes, voir EHL.
 (mars 2024).
L'École hôtelière de Lausanne (EHL), officiellement EHL Hospitality Business School depuis début 2022, est un établissement de management hôtelier en Suisse, situé au Chalet-à-Gobet sur les hauts de la ville de Lausanne. L'école est régulièrement classée première parmi les meilleures écoles hôtelières au monde.
Accueillant plus de 3 947 étudiants de 127 nationalités différentes,,, l'école dispose depuis 2018 d'un second campus à Passugg et d'un troisième en Singapore depuis 2021.

Son restaurant d'application, le Berceau des sens, a une étoile au Guide Michelin en 2019 et 2020.

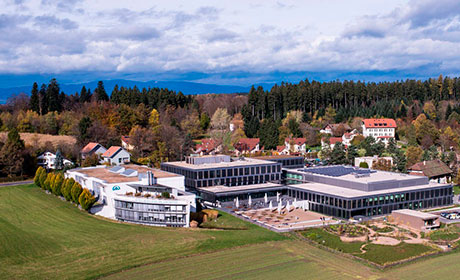
Vue aérienne

## Historique
Fondée en 1893 par Jacques Tschumi, l'École hôtelière de Lausanne est la doyenne et première école hôtelière au monde,. Elle ouvre ses portes à l’époque de l’essor du tourisme en Suisse à la fin du XIXe siècle, pour répondre à un besoin de personnel compétent et qualifié.
L'EHL s'est dotée en 2001 d'un programme EMBA (Executive Master in Hospitality Administration), diplôme d'Études postgrades HES en management de l'hôtellerie et des professions de l'accueil de la Haute école spécialisée de Suisse occidentale (HES-SO).
En 2019, le restaurant d'application de l'école, le « Berceau des sens », décroche une étoile au Guide Michelin. Cette étoile est reconduite en 2020. L'école est la seule au monde à posséder un restaurant étoilé Michelin deux années consécutives,.
À partir des années 2020, l'enseignement tient compte du fait que le développement durable du tourisme suisse est un enjeu d’avenir, selon Peter Varga, professeur en « culture durable de l’accueil ». L'enseignement a sensibilisé au green nudge (« coup de pouce vert »), qui consiste à inciter aux « comportements écologiques d’une manière ludique ».
En janvier 2022, l'école annonce qu'elle change de nom pour devenir en anglais EHL Hospitality Business School, anglicisme qui, selon Inès Blal, sa directrice, reflète mieux « les perspectives de carrière offertes par l'institution et son orientation internationale ».

## Organisation
L’EHL est membre du Groupe EHL, fondé en 2015 et spécialisé dans l’éducation en management hôtelier. Cette réorganisation a été menée dans un souci de transparence de gestion et pour faciliter les partenariats à l’étranger.

## Formation
Son programme d'instruction prépare à des postes de haut niveau internationaux dans le domaine des professions de l’accueil au travers de cinq programmes :
- Le Bachelor of Science in International Hospitality Management (dispensé en anglais ou en français), qui inclut une année préparatoire d’immersion dans le monde de l’accueil, trois années d’enseignement sur les matières classiques du management d’entreprise, deux stages de six mois souvent exercés à l’international, et lors du dernier semestre la rédaction d'un mémoire ou la réalisation d'un mandat de conseil de 10 semaines[17],[18].
- Le Master of Science in Global Hospitality Business, un programme de 3 semestres en partenariat avec l’Université polytechnique de Hong Kong et l’Université de Houston, dont les cours sont répartis sur les campus de Lausanne, Hong Kong (Chine) et Houston (États-Unis)[19].
- L’Executive MBA en Hospitality Administration, un programme de 12 mois d’études post-grades en management de l’hôtellerie et des professions de l’accueil[20],[21],[22].
- L'Hospitality EMBA avec CEIBS, programme de 18 mois mettant l'accent sur la gestion d'entreprises de services[23].
- La Master Classe en Arts Culinaire, un certificat de 6 mois focalisé sur les aspects avancés des arts culinaires tels que la cuisine internationale, la gastronomie et la pâtisserie[24],[25].

L’EHL offre une aide financière aux étudiants talentueux ne disposant pas des ressources nécessaires pour intégrer l’école.
Les étudiants, collaborateurs et professeurs suivent le code vestimentaire de l’EHL, présenté comme un atout supplémentaire pour le développement du potentiel des étudiants.

## Campus

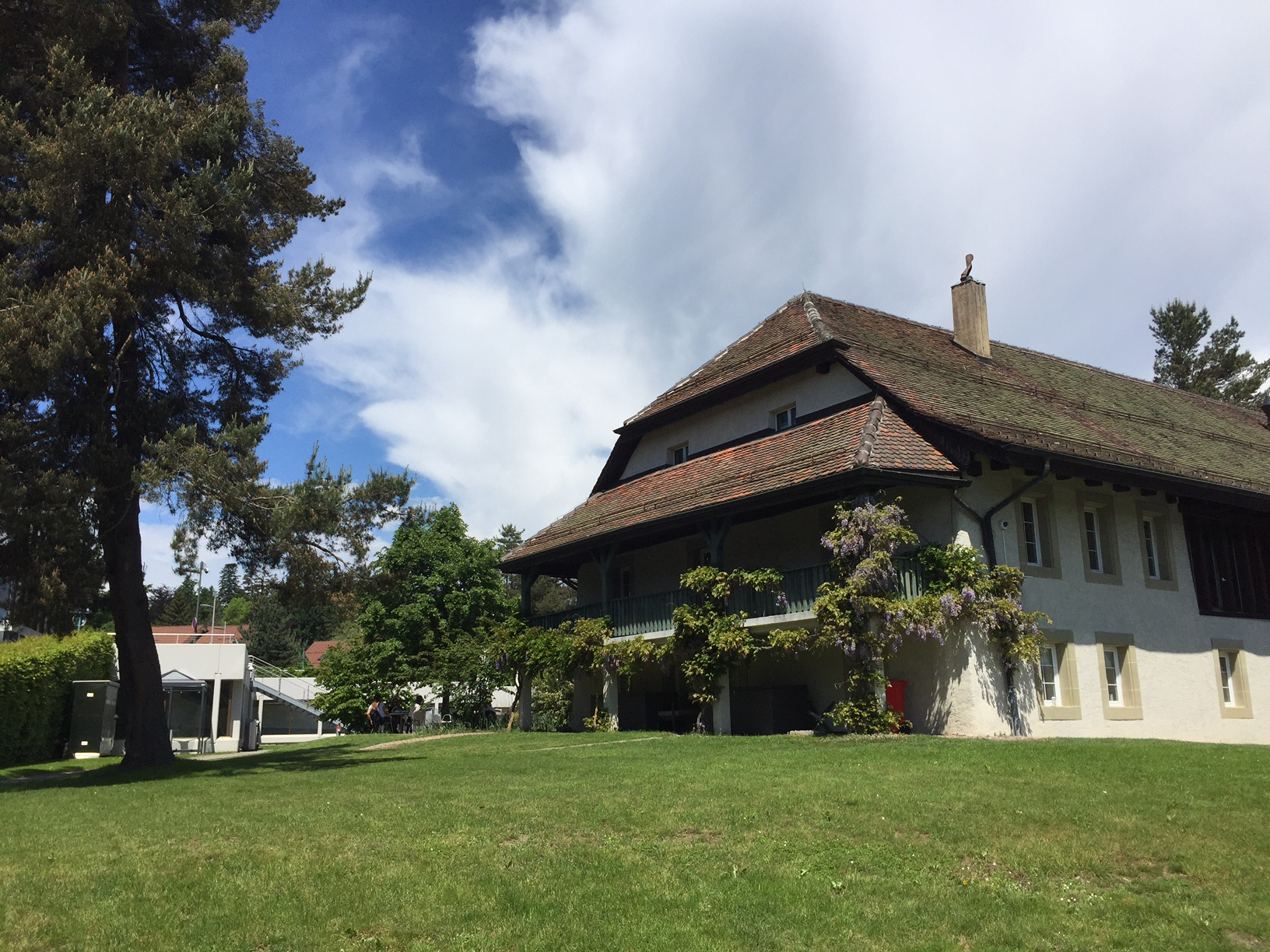
Jardin et bâtiment La Ferme

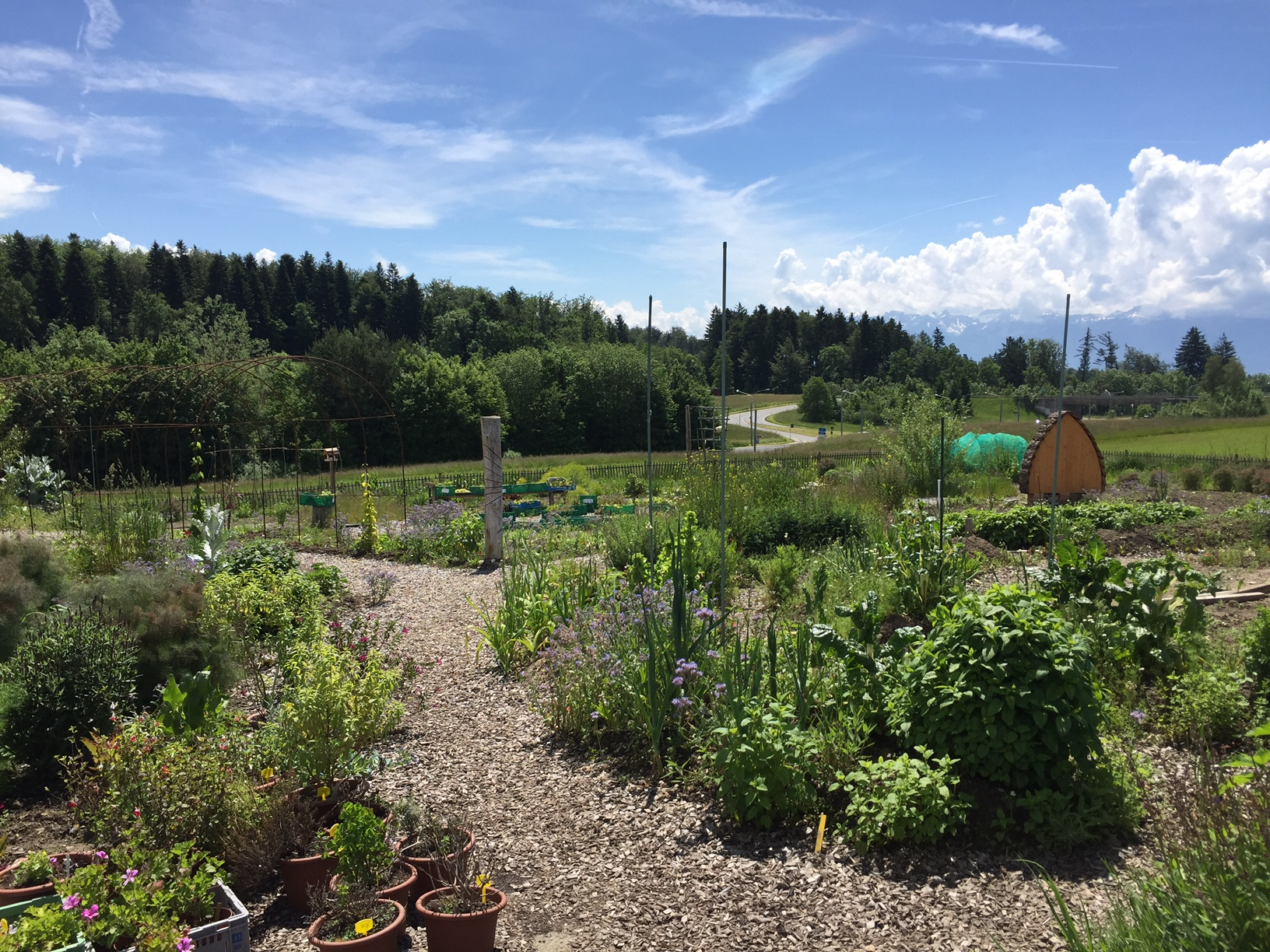
Potager

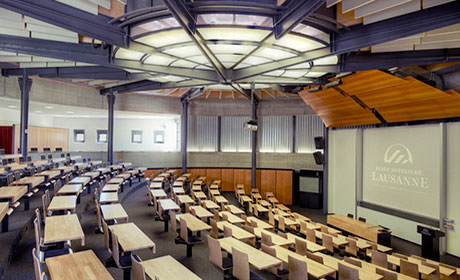
Auditorium Tschumi

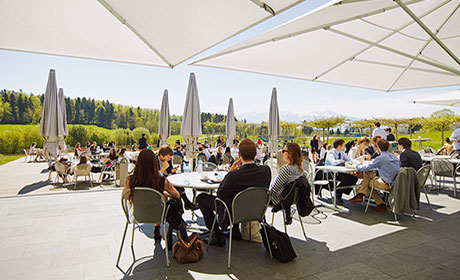
Vue de la terrasse

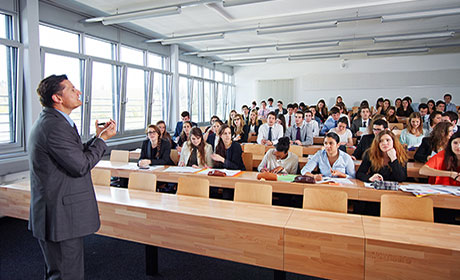
Salle de classe

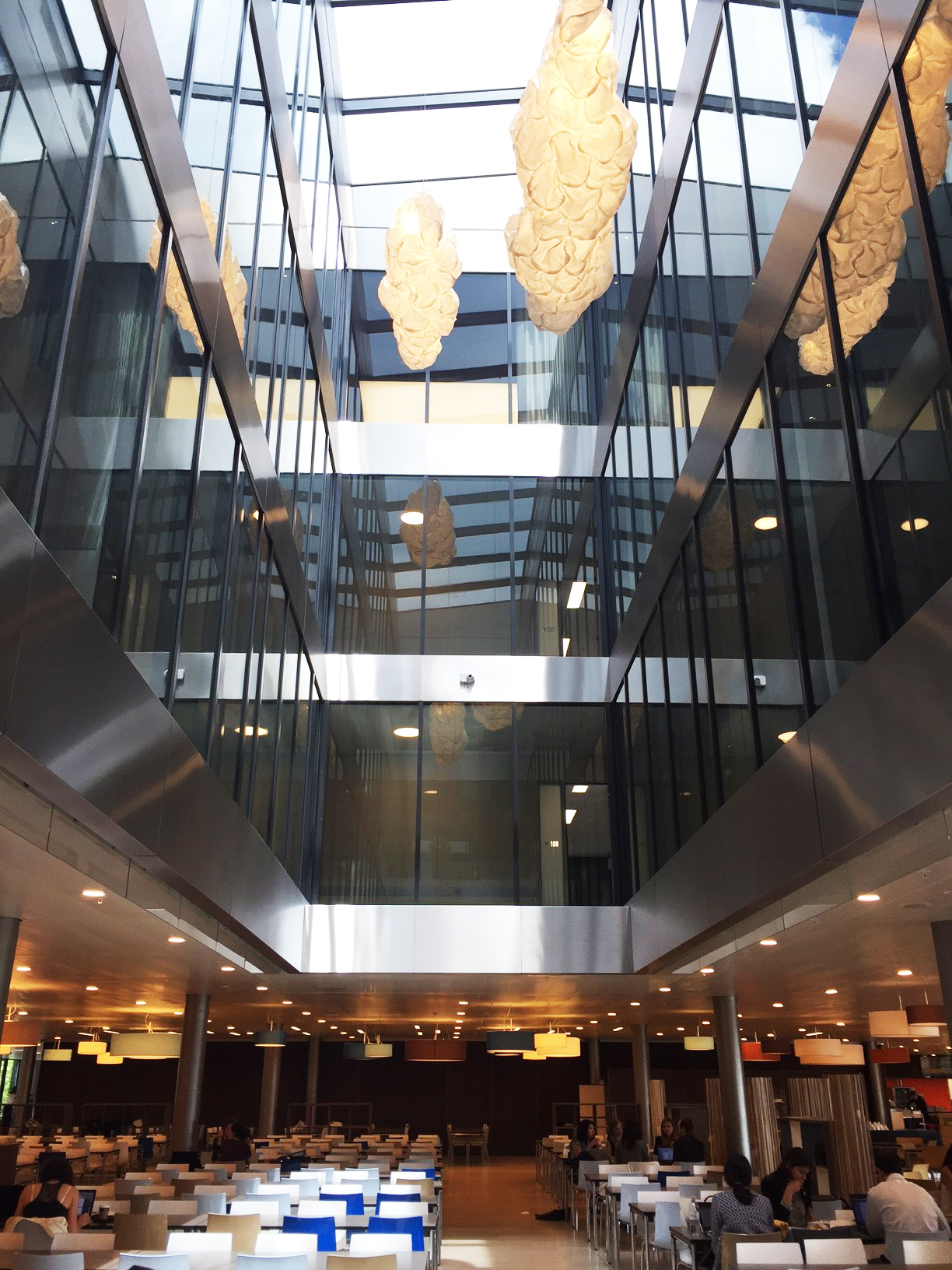
Aire de restauration

Le campus de l'EHL comprend plusieurs restaurants d'application pour les étudiants en Année Préparatoire, dont le Berceau des Sens, restaurant gastronomique ouvert au public et reconnu par le guide Gault Millau. Ce dernier dispose également de plusieurs bars, 48 salles de classe, des auditoires, une bibliothèque, des salles d’études, une salle de dégustation de vins, une cafétéria, une boutique, un bâtiment historique (La Ferme), un espace sportif et des chambres d’étudiants.
L’EHL a adopté plusieurs initiatives de développement durable, y compris un système de gestion des déchets, un jardin potager, un système de récupération de chaleur sur les chambres froides, des panneaux solaires et deux voitures électriques sur le site,,.
En 2013, l’EHL a lancé un projet de développement de son campus, à travers une démarche d’échange collaboratif d’idées auquel ont participé 385 étudiants d’écoles internationales en architecture et paysagisme. Le nouveau campus pourra accueillir plus de 3 000 étudiants et sera composé de toutes les infrastructures les plus modernes, entre autres : spa/piscine, terrains de foot, de basket, de tennis, salles de sport, bars, restaurants, nouvelles salles d’œnologie. De nombreuses résidences étudiantes seront aussi construites.

### Campus de Singapour
Situé à proximité de Orchard Road, au 3 Lady Hill Road, le bâtiment accueille la première cohorte d’étudiants Bachelor de l’EHL à Singapour à l'automne 2021.
Autrefois un pensionnat pour les enfants de soldats britanniques, l'ancienne ‘Kinloss House’ a été entièrement restaurée. Ce bâtiment de 2 400 mètres carrés sur un terrain de 1,9 hectare était le centre de formation des cadres d'une grande entreprise multinationale. La propriété abrite des salles de classe, des salles de réunion, une grande salle polyvalente et de nombreux espaces de détente.

## Vie étudiante
Les étudiants de l’EHL ont créé plusieurs comités, dans des domaines variés : sports, photographie, alimentation, arts, entrepreneuriat et développement de carrière. L’équipe de hockey sur glace, les « EHL Wolves », a remporté en 2010 le championnat de la Ligue Lausannoise de hockey-sur-glace.

## Admissions
Les candidats au programme Bachelor suivent un processus de sélection comprenant une inscription sur dossier, ainsi qu’une évaluation en ligne avec des tests analytiques et quantitatifs, un test d’aptitude pour les professions de l’accueil et un entretien en ligne. Après une évaluation positive, les candidats sont invités à une journée de sélection qui consiste en une visite du campus, une rencontre avec un enseignant ou collaborateur, et une activité de groupe,.

## Accréditations
L'École hôtelière de Lausanne bénéficie de l'accréditation en tant que Institution of Higher Education délivrée par la New England Association of Schools and Colleges (NEASC, États-Unis). Cette accréditation garantit que l’institution répond aux standards internationaux en matière de formation supérieure, et facilite le transfert de crédits et la reconnaissance des diplômes auprès des institutions américaines.
Au niveau suisse, elle est la seule école hôtelière offrant des formations de niveau HES (Haute école spécialisée) par son affiliation avec la Haute école spécialisée de Suisse occidentale (HES-SO), attestant de la qualité de l’enseignement et permettant aux titres délivrés d’être protégés par la loi suisse,.
L'EHL est également accréditée par l'AACSB International (Association to Advance Collegiate Schools of Business) et, depuis juin 2016, membre de l'EFMD (European Foundation for Management Development)[réf. nécessaire].

## Classements
Selon une étude de l’institut TNS Sofres réalisée en 2007, 2010 et 2013 auprès de managers et recruteurs issus du monde de l’hôtellerie, l’EHL est considérée comme étant la meilleure au monde concernant l’embauche de diplômés pour une carrière internationale dans l’hôtellerie,. En 2013 et 2014, l’EHL a été nommée Meilleure École en Management Hôtelier à la compétition internationale des Worldwide Hospitality Awards,.
En 2019 et 2020, elle est élue meilleure école de management hôtelier par le classement mondial des universités QS, tandis que le magazine anglophone CEOWORLD Magazine lui décerne le titre de "Best hospitality and hotel management school in the world",,,. En 2020, QS classe l'EHL pour la première fois dans sa catégorie "business and management", la plaçant au 7e rang national. En 2021, l'EHL est, à nouveau, classée meilleure école du monde en hospitality & leasure management à la fois par QS et par CEOWORLD. En outre, elle apparaît au 5e rang national des écoles de business classiques,,.

## Faculté et recherche
Depuis 2014, le centre de recherche de l’EHL, en partenariat avec STR Global, a pour mission de devenir une source de recherche de premier ordre dans le domaine de l’accueil international,. La Chaire Food & Beverage de l’EHL, soutenue par le groupe de production et commercialisation alimentaire Saviva, étudie les changements et les défis du marché de la restauration depuis 2010. La Chaire METRO Innovation est vouée à la recherche et l’innovation dans les domaines de l’hôtellerie et de la restauration.
De nombreux experts en gastronomie font partie de la faculté de l’école, y compris plusieurs Meilleurs Ouvriers de France (MOF),.
Publications :
- Accueillir et fidéliser le client fortuné : la relation client dans la gestion de fortune, Rémi Chadel[59]
- Florilège de discours savants sur le vin, Dr Azélina Jaboulet-Vercherre[60]
- Douceurs charcutières, Fabien Pairon[61],[62]
- Le Berceau des Sens, Christophe Pacheco[63]
- Les tensions ressenties dans la gestion des activités de R&D, Nicolas Mangin[64]
- Alternance : cultivez les talents de demain, Stéphanie Pougnet et Antoine Pennaforte[65]

## Collaboration avec l’industrie
L’EHL intègre les tendances du marché et les nouvelles technologies dans son enseignement, à travers des projets menés en collaboration avec des entreprises. Les projets étudiants-entreprise permettent aux entreprises de mandater une équipe d’étudiants à temps complet sur un sujet donné pour qu’ils proposent des solutions adaptées,.
Un Forum Carrières a lieu chaque année sur le campus pour permettre aux étudiants de rencontrer des employeurs potentiels pour leurs stages et postes fixes,.
Un incubateur d’entreprises a été créé en 2012, pour soutenir des start-ups qui souhaitent se lancer dans le secteur de l’accueil,.
L’EHL a instauré un Conseil Consultatif International, composé de responsables internationaux du secteur de l’hôtellerie et de l’enseignement, pour permettre l’apport d’une expérience provenant directement de l’industrie,.

## Partenariats
À travers sa filiale, Lausanne Hospitality Consulting (LHC), le Groupe EHL fournit des services de conseil et formation de cadres depuis ses bureaux en Suisse, en Chine et en Inde,. LHC a développé un réseau d’écoles certifiées permettant de reconnaître les institutions en passe de devenir les meilleures de leur catégorie. À ce jour, les écoles certifiées sont :
- Escola de Hotelaria Universidade Estácio de Sá, Brésil
- Beijing Hospitality Institute, Chine
- Hanyang University Hospitality Academy, Corée du Sud
- École Hoteliere Lavasa, Inde
- Université La Sagesse, Faculty of Hospitality Management, Liban
- Centro de Estudios Superiores de San Ángel, Mexique
- Dusit Thani College, Thaïlande
- Emirates Academy of Hospitality Management, Émirats arabes unis
- King Abdulaziz University Tourism Institute, Arabie Saoudite
- École Supérieure d'Hôtellerie et de Restauration d'Alger, Algérie

En novembre 2013, l’EHL a fait l’acquisition de la Schweizerische Schule für Touristik und Hotellerie (SSTH) à Passugg en Suisse. Ses domaines d’enseignement sont le tourisme, la gastronomie et l’hôtellerie.

## Anciens étudiants
L’Association des anciens élèves de l’EHL (AEHL) a vu le jour en 1926,. Près de 500 anciens étudiants sont devenus membres de l’association durant sa première année d’existence, y compris les directeurs de nombreux établissements hôteliers prestigieux situés en Suisse et à l’étranger. Aujourd’hui, AEHL représente un réseau de 25 000 membres actifs dans plus de 120 pays.
L'école ayant un programme vaste axé sur les différentes matières managériales et économiques, on ne retrouve des anciens élèves de l'EHL pas seulement dans l'industrie de l'hospitalité mais aussi dans des secteurs aussi hétéroclites que la finance, l'immobilier, le luxe, le conseil en stratégie, etc.
Personnalités liées :
- Jacky Lorenzetti (1969), fondateur du Groupe Foncia
- Georges Plassat (1972), PDG du groupe Carrefour
- Claude Luisier (1979), fondateur et dirigeant de Luisier Affinage à Leytron